# Jeep Commander (2021)
La Jeep Commander è un'autovettura prodotta dalla casa automobilistica statunitense Jeep dal 2021.

## Panoramica
La Jeep Commander è un SUV di medio-grandi dimensioni, prodotto nello stabilimento di Goiana in Brasile, esclusivamente per il mercato sudamericano. La vettura va a riprendere il nome di un omonimo fuoristrada sempre a marchio Jeep prodotto negli USA e venduto anche in Europa tra il 2005 e il 2010.
Realizzato sulla piattaforma FCA Small Wide LWB 4x4 in comune con la seconda generazione della Jeep Compass, si caratterizza per essere omologata al trasporto di 7 passeggeri, che vengono disposti su tre file di sedili secondo lo schema 2+3+2. Il veicolo è stato introdotto dapprima sul mercato brasiliano nell'agosto 2021, andandosi a posizionare nella gamma Jeep sopra la Compass.
Nel 2022 inizia la commercializzazione in India con il nome di Jeep Meridian.

## Descrizione
La vettura che ha debuttato ufficialmente ad agosto 2021 in Brasile, rispetto alla Compass dalla quale riprende gran parte della meccanica come lo schema sospensivo quale il MacPherson all'avantreno e il multilink a 3 bracci al retrotreno insieme alle motorizzazioni, è più lunga di 365 mm con un interasse incrementato di 158 mm rispetto alla Compass per favorire l'abitabilità e lo spazio a bordo. Il volume del bagagliaio della Commander è di 661 litri con i 5 sedili in uso, mentre se è in configurazione 7 posti la capienza scende a 233 litri; quando i sedili della seconda e terza fila sono completamente abbattuti la volumetria del bagaglio raggiunge i 1760 litri totali di capacità di carico.
È disponibile con due tipologie di motorizzazioni entrambe a quattro cilindri in linea turbocompresse: un benzina FireFly da 1,3 litri commercializzato come "T270" che produce una potenza di 185 CV (136 kW) e 270 N⋅m di coppia massima abbinato alla trazione anteriore con in opzione quella integrale ed a un cambio automatico a 6 marce; un turbodiesel da 2,0 litri Multijet commercializzato come "TD380" che eroga una potenza di 170 CV (125 kW) e 380 N⋅m di coppia motrice.